# Stephanie Saavedra
Stephanie Saavedra (* 5. Juni 1989) ist eine chilenische Sprinterin spanischer Herkunft, die seit 2019 für Chile startberechtigt ist.

## Sportliche Laufbahn
Erste Erfahrungen bei internationalen Meisterschaften sammelte Stephanie Saavedra im Jahr 2019, als sie bei den Panamerikanischen Spielen in Lima mit der chilenischen 4-mal-400-Meter-Staffel in 3:39,95 min den siebten Platz belegte. Bei den World Athletics Relays 2021 im polnischen Chorzów schied sie mit 3:41,28 min im Vorlauf aus. Anschließend belegte sie bei den Südamerikameisterschaften in Guayaquil in 54,50 s den fünften Platz im 400-Meter-Lauf und gewann im Staffelbewerb in 3:34,89 min gemeinsam mit María José Echeverría, María Fernanda Mackenna und Martina Weil die Silbermedaille hinter dem Team aus Kolumbien. 2023 gelangte sie bei den Panamerikanischen Spielen in Santiago de Chile mit 3:28,77 min auf den siebten Platz in der Mixed-Staffel und belegte in 3:37,00 min den sechsten Platz mit der Frauenstaffel. Im Jahr darauf belegte sie bei den Ibero-Amerikanischen Meisterschaften in Cuiabá in 54,16 s den achten Platz über 400 Meter und im Staffelbewerb belegte sie in 3:38,04 min den vierten Platz. 2025 belegte sie bei den Südamerikameisterschaften in Mar del Plata in 3:24,13 min den vierten Platz in der Mixed-Staffel und gewann mit der Frauenstaffel in 3:37,64 min gemeinsam mit Antonia Ramírez, Violeta Arnaiz und Martina Weil die Bronzemedaille hinter den Teams aus Kolumbien und Brasilien.

## Persönliche Bestzeiten
- 400 Meter: 53,59 s, 15. Mai 2021 in Pamplona
  - 400 Meter (Halle): 54,62 s, 8. Februar 2025 in Salamanca